# Sindbad & Serena – Im Land der Nebelschleier
Sindbad & Serena – Im Land der Nebelschleier (Originaltitel: Sindbad: Beyond the Veil of Mists) ist ein indisch-US-amerikanischer Animationsfilm aus dem Jahr 2000.

## Handlung
Die wunderschöne, junge Prinzessin Serena träumt von Abenteuern jenseits des Palastes ihres Vaters. Sie ist die Tochter des gutmütigen Königs Chandra, der über ein kleines, abgelegenes Inselkönigreich regiert. Eines Tages findet Serena am Strand einen Schiffbrüchigen. Sein einziges Gepäck besteht aus einer Sammlung seltsamer Elixiere. Sie bringt den Fremden namens Baraka, der sich als Wunderheiler aus einem fernen Land ausgibt, zu ihrem Vater ins Schloss. Baraka bietet König Chandra als Dank für seine Rettung ein Elixier zur Verlängerung der Lebenszeit. Chandra kann der Versuchung eines längeren Lebens nicht widerstehen und trinkt tatsächlich das Mittel. Dadurch geht er Baraka, der in Wirklichkeit ein hinterhältiger Magier ist, in die Falle. Vor den entsetzten Augen Serenas, führt der Magier mit dem König einen Körpertausch durch. Als die Prinzessin die Wache zu Hilfe ruft, schenkt man ihren Ausführungen natürlich keinen Glauben. Serena entwendet dem Magier eine Seite aus seinem Zauberbuch und flieht durch verschiedene Geheimtüren vor den Wachen aus dem Palast, um woanders nach Hilfe zu suchen. Baraka, der nun fälschlicherweise für den König gehalten wird, lässt Chandra in den Kerker werfen und zum Tode verurteilen.
Serena schafft es der Palastwache zu entkommen und gelangt in eine heruntergekommene Hafentaverne. Dort macht sie Bekanntschaft mit dem Seefahrer Sindbad, der sie vor einem seiner angetrunkenen Männer rettet. Serena bittet Sindbad darum, sie mit seinem Schiff bis hinter die Nebelschleier zu bringen, wie es auf der Buchseite des Magiers steht. Dort hofft die Prinzessin ein Gegenmittel für ihren Vater zu finden und den Körpertausch rückgängig machen zu können. Sindbad, der die Nebelschleier für einen Legende hält, will erst ablehnen. Jedoch lässt er sich umstimmen, als er sieht, wie verzweifelt Serena ist und nimmt sie mit auf sein Schiff. Baraka, schafft es mittlerweile durch seine Magie die Prinzessin auf Sindbads Schiff zu orten und versucht mit allen Mitteln zu verhindern, dass Serena ihr Ziel erreicht. Er beschwört einen Sturm auf hoher See, wodurch die Reise erschwert wird und lässt zusätzlich einen Riesenkraken sowie ein Gargoyle-ähnliches Flugmonster, welches sich durch das Gewitter elektrisch aufladen kann, auf Sindbad und seine Crew los. Nach einem harten Kampf, schafft es Sindbad, das Flugmonster und den Riesenkraken mithilfe einer Harpune miteinander zu verbinden. Der Krake wird durch Stromschläge getötet und reißt das Flugmonster durch seinen massigen Leib mit in die Tiefen des Ozeans.
Schließlich erreicht die Mannschaft die sagenumwobenen Nebelschleier und schafft es tatsächlich diese zu durchqueren. Hinter den Nebelschwaden jedoch, gerät das Schiff in felsige Gewässer mit starker Strömung, die in einem großen Wasserfall enden. Als alle Versuche, das Schiff mithilfe eines Ruderbootes gegen die Strömung zu ziehen, scheitern, kappt Sindbad das Verbindungsseil zum Boot, damit seine Mannschaft sich in Sicherheit bringen kann. Kurz vor dem Wasserfall verkeilt sich das Schiff zwischen zwei Felsen. Sindbads letzter Kamerad opfert sein Leben, damit das Schiff möglichst ungefährlich über die Klippe stürzen kann. Sindbad und Serena überleben den Sturz, jedoch wird das Schiff dabei komplett zerstört. Auf einer felsigen Insel gestrandet, setzen Sindbad und Serena nun ihren Weg alleine zu Fuß fort. Dabei geraten sie in ein dunkles Höhlensystem, wo sie von einer riesigen, hölzernen Spinne attackiert werden. Zwar schaffen sie es, das Ungeheuer mithilfe von Feuer zu zerstören, jedoch verbrennt dabei auch der aus Spinnennetz bestehende Fußboden der Höhle. Mit einem gewagten Sprung in die Tiefe retten sich die beiden und landen zu ihrer Erleichterung im Wasser. Dort werden sie von einem seltsamen Rochen-artigen Gefährt, das dem Fischfang zu dienen scheint, aufgeschnappt und in eine grottenartige Unterwasserstadt gebracht.
In der Stadt treffen Sindbad und Serena auf die Erbauer des Gefährts: Seltsame, jedoch friedliebende Fischmänner. In der Unterwasserstadt finden die beiden einige erstaunliche Phänomene wie ein Feld riesiger, fliegender Pilze, aufwärtsfließendes Wasser sowie Rotationen die den Meeresgrund zu erstellen scheinen. Sie kommen ins Gespräch mit dem obersten Weisen der Fischmänner. Von diesem erfahren sie, dass Baraka ebenfalls zum Volk hinter den Nebelschleiern gehört und der Bruder des Weisen ist. Im Gegensatz zu den Anderen Vertretern seiner Rasse, träumte Baraka jedoch stets von Vorherrschaft. Durch Schiffswracks erfuhr er von König Chandras Königreich und beschloss an die Oberfläche zu gehen, um dort die Macht an sich zu reißen. Der Weise übergibt Sindbad und Serena ein Elixier, mit welchem sie den Körpertausch seines Bruders rückgängig machen können. Auf dem Rücken eines der fliegenden Pilze, gelangen die beiden zurück an die Oberfläche und machen sich auf den Rückweg. Baraka steht mittlerweile kurz davor, Chandra durch den Sturz von einem Turm hinzurichten. Sindbad und Serena kommen gerade noch rechtzeitig und können Chandras Hinrichtung in letzter Sekunde verhindern. Sindbad beschüttet Baraka mit dem Elixier, der sich daraufhin zurückverwandelt und selber vom Turm in den Tod stürzt.
Der König erhält dadurch ebenfalls seinen richtigen Körper zurück. Am Ende zeigt sich, dass auch Sindbads Mannschaft in dem Ruderboot entkommen konnte und überlebt hat. Sindbad und Serena, die sich während ihrer Reise ineinander verliebt haben, beschließen zu heiraten.

## Synchronisation
| Rolle                            | Darsteller       | Synchronsprecher       |
| -------------------------------- | ---------------- | ---------------------- |
| Sinbad                           | Brendan Fraser   | Dennis Schmidt-Foß     |
| Serena                           | Jennifer Hale    | Ghadah Al-Akel         |
| König Chandra                    | John Rhys-Davies | Gerd Paul              |
| Baraka                           | Leonard Nimoy    | Christian Rode         |
| Oberst der Königlichen Leibgarde | Mark Hamill      | Friedrich Schoenfelder |

## Produktion und Veröffentlichung
Sinbad & Serena – Im Land der Nebelschleier wurde beworben als der erste abendfüllende Spielfilm, der vollständig mit dem 3D-animierten Motion-Capture-Prozess entwickelt wurde. Der Film benutzte verschiedene Schauspieler für die Motion-Capture-Produktion, um deren Mimik und Bewegungen auf die Filmfiguren zu übertragen. An der Animation des Projekts der Studios Pentamedia Graphics, Improvision Corporation und Pentafour Software waren Animatoren im indischen Madras und parallel in Los Angeles beteiligt. Regie führten Alan Jacobs und Evan Ricks, das Drehbuch schrieben Jeff Wolverton und Gregory Davis. Die Produzenten waren Sriram Rajan und Usha Ganesarajah. Die Musik komponierte Chris Desmond und die künstlerische Leitung lag bei Peter Mitchell Rubin.
Premiere des Films war am 3. Februar 2000 in Singapur. Am 18. Februar 2000 kam er in den USA in die Kinos, am 29. Juni des gleichen Jahres in Südkorea. Ebenfalls noch 2000 erschien er in den USA auf VHS und DVD, wie später auch in Indien, Australien und Brasilien. Eine weitere Kino-Auswertung fand in Großbritannien statt. Kinowelt Television zeigte die deutsche Fassung erstmals am 11. Februar 2008.